# 전형준
전형준(1956년 2월 6일 ~ )은 대한민국의 정치인이다. 제42대 화순군수를 역임했다.

## 학력
- 사평초등학교 (졸업)
- 광주숭의중학교 (졸업)
- 고등학교 검정고시
- 성균관대학교 정치외교학과 (학사 / 졸업)

## 역대 선거 결과
|  | 63.53% |

|  | 17.56% |